# Partido Popular (Estados Unidos)
O Partido do Povo (People's Party), também conhecido como Partido Populista (Populist Party), foi um partido político agrário nos Estados Unidos no final do século XIX. O Partido do Povo emergiu no início da década de 1890 como uma força significativa no sul e no oeste do país, mas experimentou um rápido declínio após a eleição presidencial de 1896, quando a maior parte de seu eleitorado foi absorvida por William Bryan do Partido Democrata. Uma parcela do partido continuou a operar na primeira década do século XX, mas nunca alcançou a mesma popularidade que teve no início da década de 1890.
As raízes do Partido do Povo estavam na Aliança dos Agricultores [en] (Farmers' Alliance), um movimento agrário que promoveu ações econômicas durante a Era Dourada, além do Partido Greenback [en] (Greenback Party), um partido anterior que defendia a moeda fiduciária. O sucesso dos candidatos da Aliança dos Agricultores nas eleições de 1890, combinado com o conservadorismo dos dois principais partidos, incentivou os líderes da Aliança dos Agricultores a fundar um partido político formal antes das eleições de 1892 [en]. As Exigências de Ocala [en] definiram a plataforma populista, que incluía negociação coletiva, regulamentação federal das tarifas ferroviárias, uma política monetária expansionista e um Plano de Sub-Tesouraria, que propunha a criação de armazéns controlados pelo governo federal para apoiar os agricultores. Outras medidas defendidas pelos populistas incluíam o bimetalismo, um imposto de renda progressivo, a eleição direta de senadores, uma jornada de trabalho mais curta e o estabelecimento de um sistema de poupança postal. Essas propostas visavam restringir a influência de interesses corporativos e financeiros monopolistas, conferindo maior poder a pequenas empresas, agricultores e trabalhadores.
Na eleição presidencial de 1892, a chapa populista de James B. Weaver [en] e James G. Field [en] obteve 8,5% dos votos populares e conquistou quatro estados do Oeste, tornando-se o primeiro terceiro partido desde o final da Guerra Civil Americana a ganhar votos eleitorais. Apesar do apoio de organizadores trabalhistas como Eugene V. Debs e Terence V. Powderly [en], o partido não conseguiu atrair o voto dos trabalhadores urbanos no Meio-Oeste e no Nordeste. Nos quatro anos seguintes, o Partido do Povo continuou a apresentar candidatos em eleições estaduais e federais, criando organizações influentes em vários estados do Sul e do Oeste.
Antes da eleição presidencial de 1896, os populistas se polarizaram entre os “fusionistas”, que desejavam uma chapa presidencial conjunta com o Partido Democrata, e os “mid-roaders”, como Mary Elizabeth Lease [en], que defendiam a manutenção do partido como uma terceira força independente. Após a Convenção Nacional Democrata de 1896 indicar William Jennings Bryan, um destacado bimetalista, os Populistas também o indicaram, mas rejeitaram o candidato à vice-presidência do Partido Democrata em favor do líder do partido, Thomas E. Watson [en]. Na eleição de 1896, Bryan conquistou o Sul e o Oeste, mas foi derrotado pelo republicano William McKinley por uma margem decisiva.
Após a eleição presidencial de 1896, o Partido do Povo enfrentou um colapso em nível nacional. O partido continuou a indicar candidatos nas três eleições presidenciais seguintes, mas nenhum conseguiu igualar o desempenho de Weaver em 1892. Muitos ex-populistas tornaram-se inativos ou se filiaram a outros partidos. Além de Debs e Bryan, poucos políticos associados ao movimento mantiveram destaque nacional.
Historiadores consideram os populistas como uma reação ao poder dos interesses corporativos na Era Dourada, embora haja debate sobre o grau em que eram antimodernos e nativistas. Acadêmicos também discutem a magnitude da influência dos populistas sobre movimentos posteriores, como os progressistas do início do século XX. A maioria dos progressistas, como Theodore Roosevelt, Robert La Follette e Woodrow Wilson, eram críticos ferrenhos dos populistas. Na retórica política americana, o termo “populista” foi inicialmente associado ao Partido do Povo e relacionado a movimentos de esquerda. Contudo, a partir da década de 1950, começou a assumir um significado mais amplo, descrevendo qualquer movimento anti-establishment, independentemente de sua posição no espectro político.

## Origens

### Antecedentes do terceiro partido

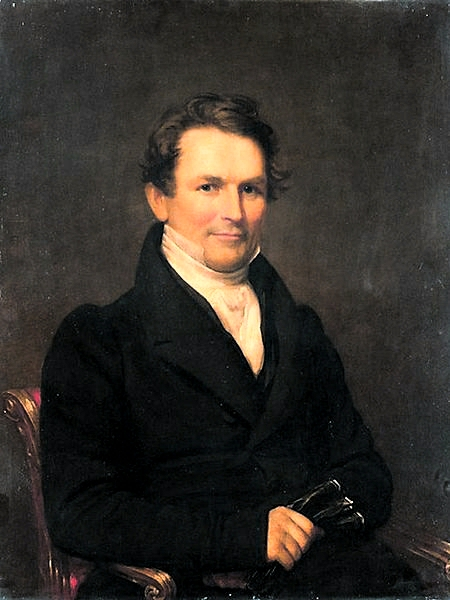
O economista Edward Kellogg foi um dos primeiros defensores da moeda fiduciária

Ideologicamente, o Partido do Povo teve origem nas discussões sobre a política monetária após a Guerra Civil Americana. Para financiar o conflito, o governo dos EUA abandonou o padrão ouro e emitiu papel-moeda fiduciário conhecido como "Greenbacks [en]". Após a guerra, o establishment financeiro do Leste favoreceu fortemente o retorno ao padrão ouro, tanto por razões ideológicas—acreditando que o dinheiro deveria ser lastreado em ouro, que consideravam ter valor intrínseco—quanto por interesses econômicos, já que essa mudança tornaria seus títulos públicos mais valiosos.
As administrações sucessivas apoiaram políticas de “dinheiro sólido”, que aposentaram os greenbacks, diminuindo assim a quantidade de moeda em circulação. Além disso, os interesses financeiros conseguiram a aprovação do Ato da Moeda de 1873 [en], que proibiu a cunhagem de prata, encerrando a política de bimetalismo. A deflação resultante dessas políticas afetou particularmente os agricultores, pois dificultava o pagamento de dívidas e reduzia os preços dos produtos agrícolas.
Indignados com essa situação, alguns agricultores e outros grupos começaram a exigir que o governo adotasse permanentemente a moeda fiduciária. Esses defensores da “moeda fraca” foram influenciados por economistas como Edward Kellogg [en] e Alexander Campbell, que promoviam a ideia de uma moeda fiduciária emitida por um banco central. Apesar das rivalidades partidárias, os dois principais partidos estavam intimamente ligados aos interesses comerciais e apoiavam políticas econômicas semelhantes, incluindo o padrão ouro. A plataforma do Partido Democrata de 1868 endossava o uso contínuo de greenbacks, mas o partido mudou para políticas de “dinheiro sólido” após a eleição de 1868.
Embora as forças em favor de uma moeda mais flexível tenham conseguido algum apoio no Oeste, a formação de um terceiro partido se revelou difícil no restante do país. Os Estados Unidos estavam profundamente polarizados pela política seccional da era pós-Guerra Civil; a maioria dos nortistas se mantinha firmemente ligada ao Partido Republicano, enquanto a maioria dos sulistas se identificava com o Partido Democrata. Na década de 1870, os defensores da moeda fraca formaram o Partido Greenback, que defendia a continuidade do uso do papel-moeda e a restauração do bimetalismo. O candidato do Greenback, James B. Weaver, obteve mais de 3% dos votos na eleição presidencial de 1880, mas o partido não conseguiu construir uma base de apoio duradoura e acabou entrando em colapso na década de 1880. Muitos ex-partidários do Partido Greenback se juntaram ao Partido Trabalhista da União [en], que também não conseguiu obter um apoio generalizado.

### Aliança dos Agricultores
Um grupo de fazendeiros fundou a Aliança dos Agricultores em Lampasas, Texas, em 1877, e a organização rapidamente se espalhou pelos condados vizinhos. A Aliança dos Agricultores promoveu a ação econômica coletiva dos agricultores para enfrentar o sistema de penhor de safra, que concentrava o poder econômico nas mãos de uma elite mercantil que fornecia mercadorias a crédito. O movimento ganhou popularidade em todo o Texas na metade da década de 1880, com o número de membros aumentando de 10.000 em 1884 para 50.000 no final de 1885. Simultaneamente, a Aliança dos Agricultores se politizou, com seus membros denunciando o "money trust" como a origem e beneficiário do sistema de penhoras de safras e da deflação. Para consolidar uma aliança com grupos trabalhistas, a Aliança dos Agricultores apoiou os Cavaleiros do Trabalho [en] (Knights of Labor) durante a Greve da ferrovia Great Southwest de 1886 [en]. Nesse ano, uma convenção da organização emitiu as Exigências de Cleburne, uma série de resoluções que incluíam, entre outras, a negociação coletiva, a regulamentação federal das tarifas ferroviárias, uma política monetária expansionista e um sistema bancário nacional administrado pelo governo federal.
O veto do presidente Grover Cleveland a uma lei de sementes do Texas no início de 1887 gerou indignação entre muitos agricultores, estimulando o crescimento de uma Aliança dos Agricultores no norte, em estados como Kansas e Nebraska. No mesmo ano, uma seca prolongada no Oeste contribuiu para a falência de muitos agricultores. Em 1887, a Aliança dos Agricultores se fundiu com o Sindicato dos Agricultores de Louisiana (Louisiana Farmers Union), expandindo sua atuação para o Sul e as Grandes Planícies. Em 1889, Charles Macune [en] lançou o National Economist, que se tornou o jornal nacional da Aliança dos Agricultores.
Macune e outros líderes da Aliança dos Agricultores organizaram uma convenção em dezembro de 1889 em St. Louis, com o objetivo de formar uma confederação das principais organizações agrícolas e trabalhistas. Embora uma fusão completa não tenha sido alcançada, a Aliança dos Agricultores e os Knights of Labor endossaram conjuntamente a Plataforma de St. Louis, que incluía muitas das demandas de longa data da Aliança dos Agricultores. A plataforma também incorporou um apelo ao “Plano de Sub-Tesouraria” de Macune, que propunha que o governo federal estabelecesse armazéns em condados agrícolas, permitindo que os agricultores armazenassem suas colheitas e tomassem empréstimos de até 80% do valor dessas colheitas. O movimento começou a se expandir para o Nordeste e a região dos Grandes Lagos, enquanto Macune liderava a criação da Associação Nacional de Imprensa Reformista (National Reform Press Association), uma rede de jornais favoráveis à Aliança dos Agricultores.

## Formação

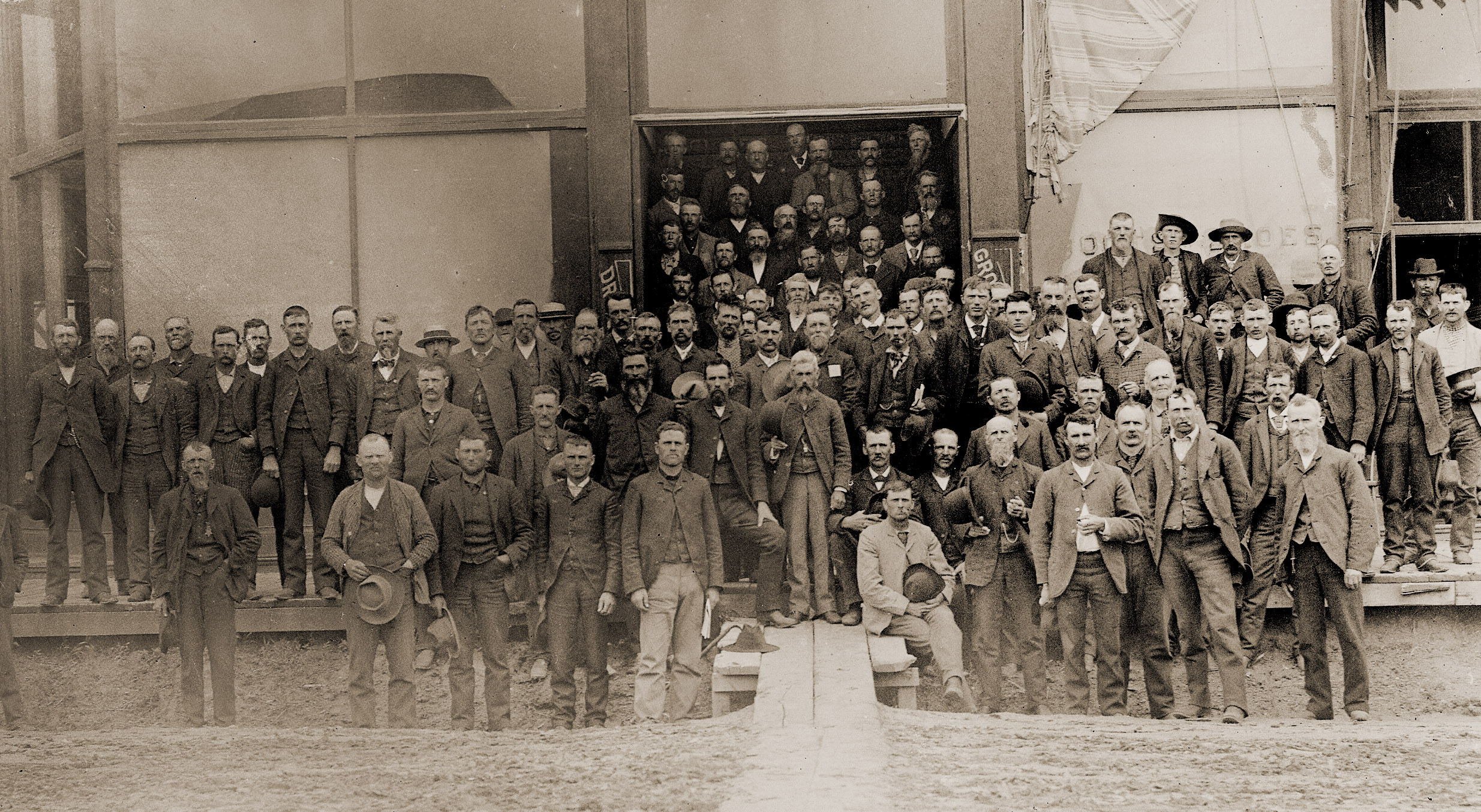
Convenção de nomeação de candidatos do Partido do Povo realizada em Columbus, Nebraska, em 15 de julho de 1890

Inicialmente, a Aliança dos Agricultores buscou atuar dentro do sistema bipartidário, mas em 1891, muitos de seus líderes chegaram à conclusão de que era necessária a formação de um terceiro partido para desafiar o conservadorismo dos dois principais partidos. Nas eleições de 1890 [en], candidatos apoiados pela Aliança dos Agricultores conquistaram diversas cadeiras na Câmara dos Deputados dos EUA e obtiveram maiorias em várias legislaturas estaduais. Muitas dessas vitórias ocorreram em coalizão com os democratas; em Nebraska, a Aliança dos Agricultores formou uma aliança com o recém-eleito congressista William Jennings Bryan, enquanto em Tennessee, o líder local da Aliança dos Agricultores, John P. Buchanan, foi eleito governador pelo Partido Democrata. Com a recusa da maioria dos principais democratas em endossar o Plano de Sub-Tesouraria, muitos líderes da Aliança dos Agricultores continuaram insatisfeitos com as opções oferecidas pelos dois partidos.
Em dezembro de 1890, uma convenção da Aliança dos Agricultores reafirmou sua plataforma por meio das Exigências de Ocala, e os líderes decidiram realizar outra convenção no início de 1892 para discutir a possibilidade de formar um terceiro partido, caso os democratas não adotassem suas metas políticas. Entre os defensores da criação de um terceiro partido estavam Leonidas L. Polk [en], presidente da Aliança dos Agricultores, o editor de jornal da Geórgia Thomas E. Watson e o ex-congressista Ignatius L. Donnelly, de Minnesota.
A convenção da Aliança dos Agricultores, realizada em fevereiro de 1892, contou com a participação de partidários de Edward Bellamy e Henry George, além de membros do Partido Greenback, Partido da Proibição, Partido Anti-Monopólio [en], Partido da Reforma Trabalhista, Partido Trabalhista da União, Partido Trabalhista Unido [en], Partido dos Trabalhadores e dezenas de outros partidos menores. Em seu discurso final, Ignatius L. Donnelly declarou: “Estamos em uma nação à beira da ruína moral, política e material. [...] Buscamos restaurar o governo da república nas mãos das 'pessoas simples' de onde ele se originou. Nossas portas estão abertas a todos os pontos da bússola. [...] Os interesses dos trabalhadores rurais e urbanos são os mesmos; seus inimigos são idênticos.” Após o discurso de Donnelly, os delegados concordaram em criar o Partido do Povo e realizar uma convenção de nomeação presidencial [en] em 4 de julho em Omaha, Nebraska. Os jornalistas que cobriam o novo partido começaram a referir-se a ele como “Partido Populista”, e esse termo rapidamente se popularizou.

## Eleição de 1892

Resultados da votação eleitoral de 1892

O candidato inicial à indicação presidencial do Partido do Povo era Leonidas Polk, que havia presidido a convenção em St. Louis, mas faleceu devido a uma doença semanas antes da convenção do partido. Como resultado, o partido escolheu James B. Weaver, um ex-general da União e candidato à presidência pelo Greenback em 1880, de Iowa, nomeando-o em uma chapa com James G. Field, ex-oficial do exército confederado da Virgínia. A convenção adotou a Plataforma de Omaha [en], que propunha a implementação do Plano de Sub-Tesouraria e outras metas da Aliança dos Agricultores. Além disso, a plataforma incluía um imposto de renda escalonado, a eleição direta de senadores, uma jornada de trabalho mais curta, restrições à imigração e a propriedade pública de ferrovias e linhas de comunicação.
Os populistas atraíram principalmente eleitores do Sul, das Grandes Planícies e das Montanhas Rochosas. Nas Montanhas Rochosas, os eleitores eram motivados pelo apoio ao bimetalismo, pela oposição ao poder das ferrovias e pelos conflitos com grandes proprietários de terras sobre direitos de água. No Sul e nas Grandes Planícies, o partido tinha um forte apelo entre os agricultores, mas relativamente pouco apoio nas áreas urbanas. Empresários e, em menor escala, artesãos qualificados ficaram alarmados com a percepção de radicalismo das propostas populistas. Mesmo nas áreas rurais, muitos eleitores hesitavam em abandonar suas antigas lealdades partidárias. O historiador Turner conclui que o populismo atraiu mais fortemente agricultores que enfrentavam dificuldades econômicas e estavam isolados dos centros urbanos. Linda Slaughter [en], uma proeminente defensora dos direitos das mulheres do Território de Dakota, também participou da convenção, tornando-se a primeira mulher americana a votar em um candidato presidencial em uma convenção nacional.
Um dos objetivos centrais do Partido do Povo era estabelecer uma coalizão entre fazendeiros do Sul e do Oeste e trabalhadores urbanos do Centro-Oeste e do Nordeste. Nessas últimas regiões, os populistas contaram com o apoio de líderes sindicais, como Terrence Powderly, dos Cavaleiros do Trabalho, e Eugene V. Debs, organizador de ferrovias, além dos Clubes Nacionalistas [en] do escritor Edward Bellamy. No entanto, os populistas não apresentaram planos de campanha convincentes que atraíssem especificamente os trabalhadores urbanos e, em grande parte, não conseguiram mobilizar apoio nessas áreas. Os líderes corporativos foram eficazes em impedir que os trabalhadores se organizassem política e economicamente, e a filiação sindical não se igualava à da Aliança dos Agricultores. Alguns sindicatos, incluindo a incipiente Federação Americana do Trabalho [en], recusaram-se a endossar qualquer partido político. Além disso, os populistas não conseguiram conquistar o apoio dos agricultores do Nordeste e das regiões mais desenvolvidas do Meio-Oeste.
Na eleição presidencial de 1892, o candidato democrata Grover Cleveland, defensor do padrão-ouro, derrotou o atual presidente republicano Benjamin Harrison. James B. Weaver obteve mais de um milhão de votos, venceu em Colorado, Kansas, Idaho e Nevada, e recebeu votos eleitorais de Oregon e Dakota do Norte. Ele foi o primeiro candidato de um terceiro partido desde a Guerra Civil a conquistar votos eleitorais, enquanto James G. Field tornou-se o primeiro candidato sulista a obter votos eleitorais desde 1872. Embora os populistas tenham tido um bom desempenho no Oeste, muitos líderes do partido ficaram desapontados com os resultados em partes do Sul e na região dos Grandes Lagos. Weaver não conseguiu obter mais de 5% dos votos em nenhum estado a leste do rio Mississippi e ao norte da linha Mason-Dixon.

## Entre as eleições presidenciais de 1893 e 1895
Pouco depois de Cleveland assumir o cargo, os Estados Unidos enfrentaram uma profunda recessão conhecida como o Pânico de 1893. Em resposta, Cleveland e seus aliados democratas revogaram a Lei Sherman de Compra de Prata [en] e aprovaram a Lei de Tarifas Wilson-Gorman [en], que previu uma pequena redução nas tarifas. Os populistas criticaram a adesão contínua do governo Cleveland ao padrão-ouro e condenaram a decisão de comprar ouro de um sindicato liderado por J. P. Morgan. Com milhões de pessoas enfrentando desemprego e pobreza, grupos como o Exército de Coxey [en] organizaram marchas de protesto em Washington, D.C. O número de membros do Partido do Povo cresceu em vários estados; o historiador Lawrence Goodwyn estima que, em meados da década de 1890, o partido contava com “de 25 a 45% do eleitorado em mais de vinte estados”. Em parte devido à crescente popularidade do movimento populista, o Congresso Democrata incluiu uma cláusula para reimplementar o imposto de renda federal na Lei de Tarifas Wilson-Gorman de 1894.
Os populistas enfrentaram desafios tanto dos principais partidos estabelecidos quanto dos "Silverites", que geralmente desconsideravam a Plataforma de Omaha em favor do bimetalismo. Esses Silverites, que formaram grupos como o Partido de Prata [en] e o Partido Republicano de Prata [en], tornaram-se particularmente fortes nos estados mineradores do Oeste, como Nevada e Colorado. No Colorado, os populistas elegeram Davis Hanson Waite [en] como governador, mas o partido se dividiu devido à recusa de Waite em interromper a greve dos mineiros de Cripple Creek [en] em 1894. Os Silverites também eram fortes em Nebraska, onde o congressista democrata William Jennings Bryan continuou a contar com o apoio de muitos populistas locais. Uma coalizão de democratas e populistas elegeu o populista William V. Allen [en] para o Senado.
As eleições de 1894 [en] resultaram em uma grande derrota para o Partido Democrata em todo o país e em um desempenho misto para os populistas. Enquanto os populistas enfrentaram dificuldades no Oeste e no Meio-Oeste, onde os republicanos dominavam, conseguiram vitórias no Alabama e em outros estados. Em resposta, alguns líderes do partido, especialmente aqueles fora do Sul, começaram a considerar a fusão com os democratas e a adoção do bimetalismo como a principal questão do partido. Herman Taubeneck [en], presidente do partido, argumentou que a organização deveria abandonar a Plataforma de Omaha e "unir as forças reformistas da nação" em prol do bimetalismo. Ao mesmo tempo, os principais democratas se afastavam das políticas de padrão-ouro de Cleveland após os resultados das eleições de 1894.
Os populistas começaram a se polarizar entre os “fusionistas” moderados, como Taubeneck, e os “mid-roaders” radicais, que buscavam um caminho intermediário entre democratas e republicanos, como Tom Watson. Os fusionistas acreditavam que o radicalismo da Plataforma de Omaha limitava o apelo do partido, e que uma plataforma centrada na prata livre poderia atrair um público mais amplo. Em contraste, os mid-roaders viam a prata livre como uma reforma econômica superficial e continuavam a exigir a nacionalização das ferrovias, mudanças significativas no sistema financeiro e resistência à influência das grandes corporações. Um populista do Texas expressou preocupação, afirmando que a prata livre “deixaria inalteradas todas as condições que contribuem para a concentração excessiva de riqueza” e advertiu que o “partido da prata” poderia se revelar um verdadeiro Cavalo de Troia.
Em dezembro de 1894, Taubeneck convocou uma convenção do partido para que este se posicionasse em favor da prata livre. Contudo, em vez de repudiar a Plataforma de Omaha, a convenção decidiu expandi-la para incluir um apelo à propriedade municipal de serviços públicos.

### Fusão populista-republicana na Carolina do Norte
Entre 1894 e 1896, a onda populista de agitação agrária teve um impacto significativo nas regiões de algodão e tabaco do Sul. O exemplo mais notável ocorreu na Carolina do Norte, onde fazendeiros brancos e pobres que integravam o Partido do Povo formaram uma coalizão com o Partido Republicano. Este último, na época, era amplamente controlado por negros nas áreas de planície e por brancos pobres nos distritos montanhosos. Essa aliança permitiu que assumissem o controle da legislatura estadual em 1894 e 1896, além de governarem o estado. As regras restritivas de votação foram revogadas, e, em 1895, a legislatura nomeou cerca de 300 magistrados negros nos distritos do leste, assim como xerifes e policiais municipais, reconhecendo a importância da colaboração com seus aliados afro-americanos.

### Mulheres e afro-americanos
Embora as atitudes racistas predominantes no final do século XIX dificultassem a construção de alianças políticas entre negros e brancos sulistas, preocupações econômicas comuns possibilitaram algumas coligações transraciais. Após 1886, agricultores negros começaram a organizar grupos agrícolas locais seguindo os princípios da Aliança dos Agricultores, e, em 1888, foi criada a Aliança Nacional dos Agricultores de Cor [en].
Alguns líderes populistas do sul, como Tom Watson, falaram sobre a necessidade de que negros e brancos pobres deixassem de lado suas diferenças raciais em nome de interesses econômicos compartilhados. Além disso, os populistas, seguindo o exemplo do Partido da Lei Seca, incluíram ativamente as mulheres em suas atividades. No entanto, mesmo com esses esforços, o racismo não foi completamente eliminado do Partido do Povo. Líderes como Marion Butler [en] mostraram, em parte, compromisso com a causa da supremacia branca, e havia um certo apoio a essas ideias entre os membros comuns do partido. Após 1900, Watson tornou-se um defensor aberto da supremacia branca.

### Tendências conspiratórias
Os historiadores ainda debatem a extensão da intolerância dos populistas em relação a estrangeiros e judeus. A Associação Americana de Proteção [en], um grupo anticatólico, teve influência na organização do Partido Populista na Califórnia, e alguns populistas aderiram a teorias da conspiração antissemitas, alegando que a família Rothschild buscava controlar os Estados Unidos. A historiadora Hasia Diner [en] observa que alguns populistas acreditavam que os judeus representavam uma classe de financistas internacionais cujas políticas haviam prejudicado as pequenas fazendas familiares, sustentando que eles possuíam os bancos e promoviam o padrão-ouro, fatores que contribuíam para seu empobrecimento. Nesse contexto, o radicalismo agrário via a urbanização como antitética aos valores americanos, associando os judeus à corrupção urbana.

## Eleição presidencial de 1896

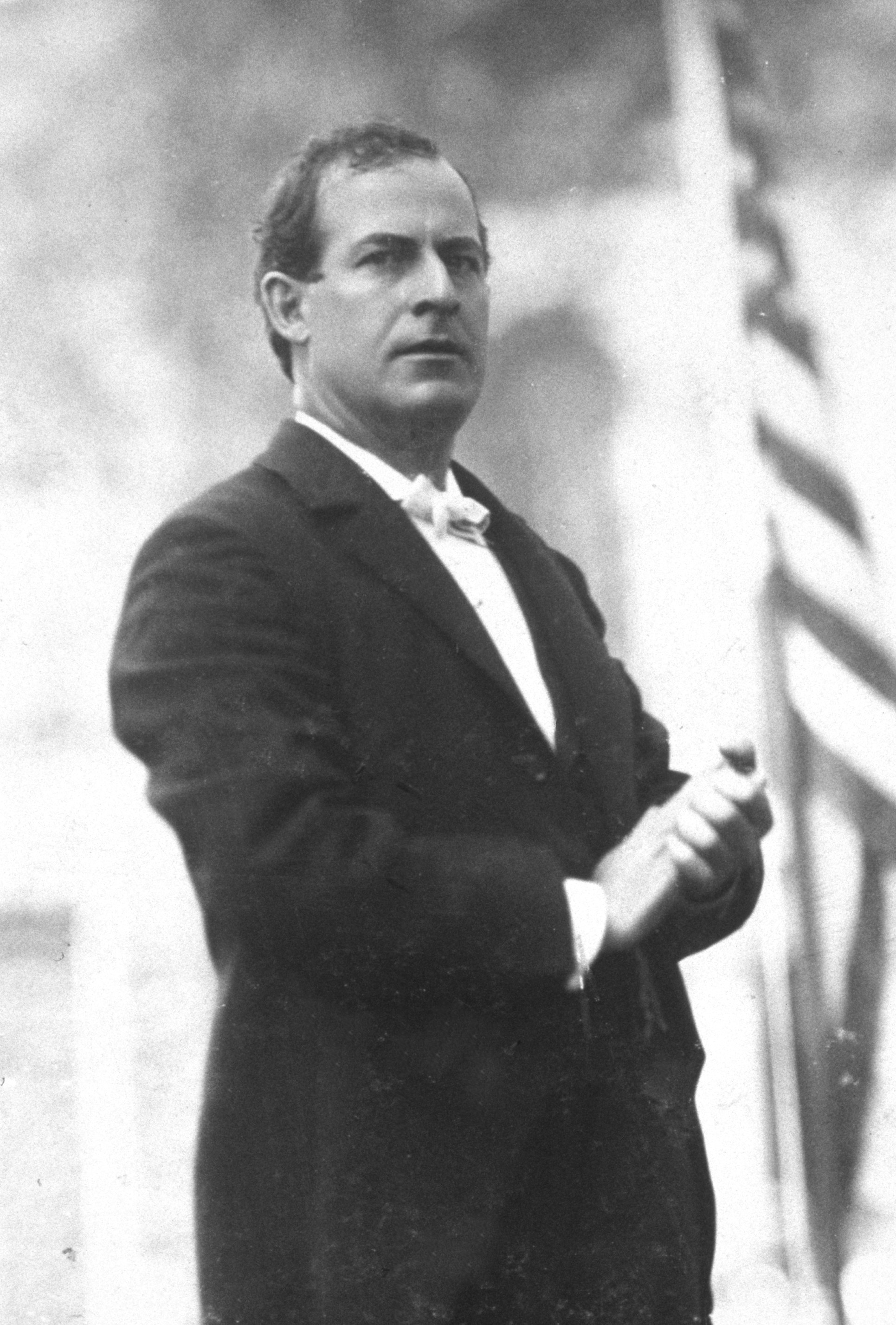
Em 1896, William Jennings Bryan, de 36 anos, foi o candidato escolhido como resultado da fusão entre os democratas e o populistas

No período que antecedeu a eleição presidencial de 1896, as facções dentro do Partido do Povo — os mid-roaders, os fusionistas e os democratas prata-da-lei—realizaram intensas manobras para posicionar seus candidatos de forma mais vantajosa. Os mid-roaders buscavam garantir que a convenção nacional do partido acontecesse antes da convenção do Partido Democrata, o que ajudaria a evitar acusações de divisão das forças "reformistas". No entanto, desafiando essas intenções, Herman Taubeneck organizou a Convenção Nacional Populista de 1896 para ocorrer uma semana após a convenção democrática [en].
A disputa interna foi acirrada, com o Southern Mercury pedindo aos leitores que enviassem delegados que apoiassem a Plataforma de Omaha em sua totalidade. Contudo, a maioria dos líderes do partido eram fusionistas, o que dificultou a união dos mid-roaders em torno de um candidato comum.
Enquanto isso, a Convenção Nacional Republicana de 1896 [en] indicou William McKinley, um político veterano conhecido por sua defesa da Tarifa McKinley [en] de 1890. Embora McKinley inicialmente quisesse minimizar o foco no padrão-ouro em favor de uma plataforma que priorizasse tarifas mais altas, acabou concordando em apoiar o padrão-ouro a pedido de doadores e líderes republicanos.
No final do ano, a Convenção Nacional Democrata se reuniu e, impulsionada pelo poderoso discurso de William Jennings Bryan, conhecido como o " Discurso da Cruz de Ouro", o partido uniu-se em torno da proposta de bimetalismo. Bryan foi indicado para a presidência, e Arthur Sewall [en], um magnata conservador da navegação, foi escolhido como seu candidato à vice-presidência.
Durante a convenção populista, os fusionistas propuseram que o partido indicasse a chapa democrata, mas os mid-roaders se organizaram para impedir essa manobra. Diante da ambivalência sobre Arthur Sewall, os mid-roaders conseguiram aprovar uma moção para nomear primeiro o candidato a vice-presidente. Apesar de um telegrama de Bryan, que deixou claro que não aceitaria a indicação populista sem a inclusão de Sewall, a convenção escolheu Tom Watson como o candidato a vice-presidente.
A convenção reafirmou as principais linhas da plataforma de 1892 e acrescentou o apoio a iniciativas e referendos. Quando as votações para a presidência começaram, havia incerteza sobre se Bryan seria indicado e se aceitaria a candidatura. Os intermediários apresentaram S. F. Norton como seu candidato, mas ele não conseguiu atrair muitos delegados. Após uma série longa e contenciosa de votações, Bryan acabou sendo indicado com 1.042 votos contra 321 de Norton. Apesar de sua postura anterior, Bryan aceitou a indicação.
Com recursos financeiros limitados, Bryan embarcou em uma intensa campanha, focando no Meio-Oeste, nas Grandes Planícies, no Extremo Oeste e no Sul, enquanto ignorava em grande parte as grandes cidades e o Nordeste. Watson, fazendo campanha com uma plataforma de "Populismo Direto", atacou Sewall como representante dos "bancos e ferrovias".
No entanto, McKinley conquistou uma vitória decisiva, sendo o primeiro candidato a obter a maioria do voto popular desde 1876. Bryan teve sucesso nos antigos redutos populistas e nos estados de prata do Oeste, mas teve um desempenho fraco nas áreas industriais. Sua base de apoio provinha em grande parte do voto democrático tradicional, mas ele perdeu o apoio de católicos alemães e da classe média. Historiadores atribuem sua derrota a suas táticas de campanha, que eram mais agressivas em comparação com as tradicionais "campanhas de fachada". A forte oposição de líderes empresariais e a alienação de grupos católicos, que se sentiram desconfortáveis com a ênfase de Bryan nos valores morais protestantes, também contribuíram para sua derrota.

## Colapso

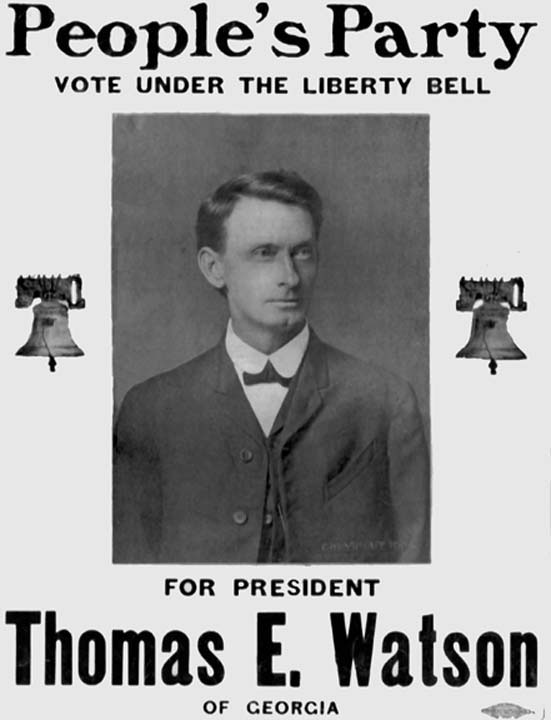
Cartaz da campanha do Partido do Povo de 1904, divulgando a candidatura de Thomas E. Watson

O movimento populista nunca se recuperou do fracasso nas eleições de 1896, e a fusão com os democratas se revelou desastrosa. No Meio-Oeste, o Partido do Povo se integrou praticamente ao Partido Democrata antes do final da década de 1890. No Sul, a aliança nacional enfraqueceu a capacidade dos populistas de manterem uma identidade independente. No Tennessee, por exemplo, o partido se tornou desmoralizado, com uma diminuição acentuada de membros e uma divisão interna sobre como enfrentar seus inimigos.
Na Carolina do Norte, os democratas orquestraram uma campanha violenta e de propaganda para reverter os avanços dos populistas e republicanos. Essa repressão culminou em um motim racial em Wilmington [en] em 1898, que simbolizou a violência e a supremacia branca que marcaram a época. Com isso, as esperanças de uma coalizão negra e branca em nível estadual foram frustradas. Em 1900, as conquistas populistas e republicanas foram revertidas, com os democratas implementando a privação de direitos, excluindo praticamente todos os negros do voto.
Embora alguns eleitores populistas tenham voltado a apoiar Bryan em 1900, o partido enfraquecido indicou uma chapa separada, mas rapidamente se desfez. A prosperidade dos primeiros anos do século XX contribuiu para o declínio do partido, e muitos ativistas populistas deixaram a política ou se uniram a partidos maiores, como o Partido Socialista.
O Partido do Povo passou por uma breve reorganização em 1904, com Tom Watson como candidato, mas o partido logo se desfez novamente. Walter Lippmann registrou a decadência do movimento em 1913, ao descrever uma convenção do partido com apenas oito delegados presentes, simbolizando o último suspiro da organização. Essa trajetória reflete não apenas o fim de um movimento político, mas também a complexidade das alianças sociais e raciais que moldaram a política americana da época.

## Legado
O estudo de Gene Clanton sobre o Kansas destaca as diferenças e semelhanças entre o populismo e o progressismo. Ambos os movimentos se opuseram aos trustes e à concentração de poder econômico, mas suas bases de apoio e características eram distintas.
O populismo surgiu antes, vindo das comunidades agrícolas, e era marcado por uma abordagem radicalmente igualitária. Seu apelo era mais forte entre os agricultores, mas tinha dificuldades em ganhar apoio nas áreas urbanas, exceto entre os sindicatos. Em contraste, o progressismo surgiu após a década de 1890, nas comunidades urbanas de empresários e profissionais. A maioria dos ativistas progressistas inicialmente se opôs ao populismo, considerando-o radical e elitista. O progressismo enfatizava a educação, a especialização e buscava aumentar a eficiência, reduzir o desperdício e ampliar as oportunidades de mobilidade social ascendente.
Após 1900, alguns ex-populistas começaram a mudar seu foco e a apoiar reformas progressistas, refletindo uma certa intersecção entre os dois movimentos, mesmo que suas origens e prioridades permanecessem diferentes. Essa transição mostra como os contextos políticos e econômicos em evolução influenciaram as alianças e as estratégias dos movimentos sociais.

### Debate entre historiadores
Desde a década de 1890, historiadores têm debatido a natureza do populismo. Alguns o veem como um movimento de reformadores liberais voltados para o futuro, enquanto outros o consideram reacionário, buscando recuperar um passado idealizado. Para alguns, os populistas eram radicais que desejavam reestruturar a vida americana; para outros, eram agricultores em dificuldades econômicas que buscavam apoio governamental. Estudos recentes têm enfatizado a conexão do populismo com o republicanismo americano primitivo. Clanton (1991) argumenta que o populismo foi “a última expressão significativa de uma antiga tradição radical, derivada de fontes iluministas, filtradas por uma tradição política marcada pela democracia jeffersoniana, jacksoniana e lincolniana”. Essa tradição priorizava os direitos humanos em detrimento da ideologia monetária dominante da Era Dourada.
Frederick Jackson Turner e uma sucessão de historiadores ocidentais caracterizaram o populismo como uma resposta ao fechamento da fronteira. Turner escreveu:
A Aliança dos Agricultores e a demanda populista pela propriedade da ferrovia pelo governo são uma fase do mesmo esforço do fazendeiro pioneiro, em sua última fronteira. As propostas têm assumido proporções cada vez maiores em cada região do Western Advance. Como um todo, o populismo é uma manifestação dos antigos ideais pioneiros do nativo americano, com o elemento adicional da crescente disposição de utilizar o governo nacional para atingir seus objetivos.
Um dos estudantes mais influentes do populismo foi John D. Hicks, que enfatizou o pragmatismo econômico em vez dos ideais, apresentando o populismo como uma política de interesse coletivo. Hicks argumentou que aqueles que não tinham buscavam sua parte justa da riqueza dos Estados Unidos, que estava sendo desviada por especuladores não produtivos. Ele destacou a seca que afetou muitos fazendeiros do Kansas, assim como manipulações financeiras, a deflação de preços resultante do padrão-ouro, altas taxas de juros, execuções hipotecárias e tarifas elevadas das ferrovias. A corrupção era vista como a causa desses problemas, e os populistas defendiam o controle popular do governo como solução—um ponto que estudiosos posteriores do republicanismo também enfatizaram. Na década de 1930, C. Vann Woodward [en] destacou a base sulista do movimento, vislumbrando a possibilidade de uma coalizão entre pobres, independentemente da raça, contra os ricos opressivos.
Na década de 1950, estudiosos como Richard Hofstadter caracterizaram o movimento populista como uma resposta irracional de fazendeiros retrógrados aos desafios da modernidade. Embora Hofstadter tenha reconhecido que os populistas foram o “primeiro movimento político moderno de importância prática nos Estados Unidos a insistir que o governo federal tinha alguma responsabilidade pelo bem comum”, ele criticou o movimento por ser antissemita, conspiracionista, nativista e fundamentado em queixas. Segundo ele, a antítese do populismo antimoderno era a natureza progressista do movimento modernizador. Hofstadter observou que figuras proeminentes do progressismo, como Theodore Roosevelt, Robert La Follette Sr., George Norris e Woodrow Wilson, se opunham veementemente ao populismo, embora William Jennings Bryan tenha cooperado com eles e aceitado a indicação populista em 1896.
Reichley (1992) vê o Partido do Povo principalmente como uma reação ao declínio da hegemonia política dos fazendeiros brancos protestantes, destacando que a participação dos fazendeiros na força de trabalho caiu de cerca de 70% no início da década de 1830 para aproximadamente 33% na década de 1890. Ele argumenta que, embora o Partido do Povo tenha sido fundado em resposta a dificuldades econômicas, em meados da década de 1890 ele estava “reagindo não apenas contra o poder do dinheiro, mas contra todo o mundo urbano, os costumes estranhos e a vida desregrada que, segundo eles, estavam desafiando o modo de vida agrário”.
Por outro lado, Goodwyn (1976) e Postel (2007) rejeitam a ideia de que os populistas eram meramente tradicionalistas e antimodernos. Eles argumentam que os populistas buscavam metas progressistas de forma consciente. Goodwyn critica a dependência de Hofstadter em fontes secundárias para caracterizar os populistas, preferindo trabalhar com materiais gerados pelos próprios membros do movimento. Ele conclui que as cooperativas de fazendeiros cultivaram uma cultura populista, e seus esforços para libertar os agricultores da exploração dos comerciantes de penhor revelaram a estrutura política da economia, impulsionando-os para a política. Os populistas buscavam a difusão do conhecimento científico e técnico, formaram organizações altamente centralizadas, lançaram negócios incorporados em larga escala e pressionaram por uma série de reformas centradas no Estado.
Além disso, centenas de milhares de mulheres se uniram ao movimento populista em busca de uma vida mais moderna, educação e oportunidades de trabalho em escolas e escritórios. Uma parte significativa do movimento trabalhista também buscou respostas no populismo, formando uma coalizão política com os fazendeiros que impulsionou a regulação estatal. No entanto, Postel observa que o progresso também era percebido como ameaçador e desumano, apontando que os populistas brancos adotaram noções social-darwinistas de melhoria racial, exclusão de imigrantes chineses e a ideia de "separados, mas iguais”.

### Influência em movimentos posteriores
Os eleitores populistas continuaram a participar ativamente do eleitorado muito tempo após 1896, mas os historiadores ainda debatem qual partido, se é que houve algum, absorveu a maior parte deles. Em um estudo de caso sobre os populistas da Califórnia, o historiador Michael Magliari concluiu que esses eleitores influenciaram os movimentos de reforma no Partido Democrata e no Partido Socialista da Califórnia, mas tiveram um impacto menor no Partido Republicano do estado. Em 1990, o historiador William F. Holmes observou que “uma geração anterior de historiadores via o populismo como o precursor do liberalismo do século XX, manifestado no progressismo, mas nas duas últimas décadas aprendemos que diferenças fundamentais separavam os dois movimentos”. A maioria dos principais progressistas (exceto Bryan) se opôs veementemente ao populismo. Theodore Roosevelt, Norris, La Follette, William Allen White e Wilson manifestaram forte resistência ao movimento.
A questão de se alguma ideia populista foi incorporada ao Partido Democrata durante a era do New Deal também é debatida. Os programas agrícolas do New Deal foram elaborados por especialistas, como Henry A. Wallace, que não tinham vínculos diretos com o populismo. O livro The Populist Persuasion (1995), de Michael Kazin [en], argumenta que o populismo refletia um estilo retórico que se manifestou em porta-vozes como o padre Charles Coughlin, na década de 1930, e o governador George Wallace, na década de 1960. Em Where Did the Party Go? William Jennings Bryan, Hubert Humphrey, and the Jeffersonian Legacy (2006) e Politics on a Human Scale: The American Tradition of Decentralism (2013), Jeff Taylor [en] sustenta que o liberalismo de William Jennings Bryan era distinto do liberalismo do New Deal de Franklin D. Roosevelt, Harry S. Truman, John F. Kennedy e Lyndon B. Johnson.
Muito tempo após a dissolução do Partido do Povo, outros partidos, inclusive um Partido do Povo [en] fundado em 1971, um Partido do Povo [en] separado fundado em 2017 e um Partido Populista [en] fundado em 1984, assumiram nomes semelhantes. Esses partidos não estavam diretamente relacionados ao Partido do Povo.

### Populismo como um termo genérico
Nos Estados Unidos, o termo “populista” referia-se originalmente ao Partido do Povo e aos movimentos de esquerda relacionados do final do século XIX que buscavam reduzir o poder do establishment corporativo e financeiro. Com o tempo, o termo começou a ser aplicado a qualquer movimento antissistema. A definição original do termo, que se manteve consistente desde sua evolução após o Partido do Povo, descreve um populista como “um crente nos direitos, na sabedoria ou nas virtudes das pessoas comuns”. No século XXI, o termo voltou a ser amplamente utilizado, com políticos tão diversos quanto o senador independente de esquerda Bernie Sanders, de Vermont, e o presidente republicano Donald Trump sendo rotulados como populistas.

## História eleitoral e autoridades eleitas

### Ingressos presidenciais
| Ano  | Candidato à presidência | Estado de origem | Cargos anteriores | Candidato à vice-presidência | Estado de Origem | Cargos anteriores | Votos            | Notas      |
| ---- | ----------------------- | ---------------- | --- | ---------------------------- | ---------------- | --- | ---------------- | ---------- |
| 1892 | James B. Weaver         | Iowa             | Membro da Câmara dos Deputados dos EUA pelo 6º distrito congressional de Iowa (1879-1881; 1885-1889); Candidato do Partido Greenback à presidência dos Estados Unidos em 1880 | James G. Field               | Virginia         | Procurador-geral da Virgínia (1877-1882) | 1,026,595 (8.5%) |            |
| 1896 | William Jennings Bryan  | Nebraska         | Membro da Câmara dos Deputados dos EUA pelo 1º distrito congressional de Nebraska (1891-1895)                                                                                 | Tom E. Watson                | Georgia          | Membro da Câmara dos Deputados dos EUA pelo 10º distrito congressional da Geórgia (1891-1893) | 222,583 (1.6%)   | [ Nota 3 ] |
| 1900 | Wharton Barker          | Pennsylvania     | Financista e publicitário | Ignatius L. Donnelly         | Minnesota        | Tenente-governador de Minnesota (1860-1863); Membro da Câmara dos Deputados dos EUA pelo 2º distrito congressional de Minnesota (1863-1869); Membro do Senado de Minnesota (1875-1879; 1891-1895); Membro da Câmara dos Deputados de Minnesota (1887-1889; 1897-1899) | 50,989 (0.4%)    | [ Nota 4 ] |
| 1904 | Tom E. Watson           | Georgia          | Membro da Câmara dos Deputados dos EUA pelo 10º distrito congressional da Geórgia (1891-1893)                                                                                 | Thomas Tibbles               | Nebraska         | Jornalista | 114,070 (0.8%)   | [ Nota 5 ] |
| 1908 | Tom E. Watson           | Georgia          | Membro da Câmara dos Deputados dos EUA pelo 10º distrito congressional da Geórgia (1891-1893)                                                                                 | Samuel Williams              | Indiana          | Juiz | 28,862 (0.2%)    | [ Nota 6 ] |

### Cadeiras no Congresso
| Ano da eleição | Câmara dos Representantes | Câmara dos Representantes | Senado                  | Senado |
| Ano da eleição | Cadeiras após a eleição   | +/–                       | Cadeiras após a eleição | +/–    |
| -------------- | ------------------------- | ------------------------- | ----------------------- | ------ |
| 1890           | 8 / 356                   | -                         | 1 / 88                  | -      |
| 1892           | 11 / 356                  | 3                         | 3 / 88                  | 1      |
| 1894           | 9 / 357                   | 2                         | 4 / 88                  | 1      |
| 1896           | 22 / 357                  | 13                        | 5 / 90                  | 1      |
| 1898           | 6 / 357                   | 16                        | 4 / 90                  | 1      |
| 1900           | 5 / 357                   | 1                         | 4 / 90                  | -      |
| 1902           | 0 / 357                   | 5                         | 0 / 90                  | 4      |

### Governadores
- Colorado: Davis Hanson Waite, 1893-1895;
- Idaho: Frank Steunenberg, 1897-1901 (fusão de democratas e populistas);
- Kansas: Lorenzo D. Lewelling [en], 1893-1895;
- Kansas: John W. Leedy, 1897-1899;
- Nebraska: Silas A. Holcomb [en], 1895-1899 (fusão de democratas e populistas);
- Nebraska: William A. Poynter [en], 1899-1901 (fusão de democratas e populistas);
- Carolina do Norte: Daniel Lindsay Russell [en], 1897-1901 (coalizão de republicanos e populistas);
- Oregon: Sylvester Pennoyer [en], 1887-1895 (fusão de democratas e populistas);
- Dakota do Norte: Eli C.D. Shortridge [en], 1893-1895 (fusão de democratas e populistas);
- Dakota do Sul: Andrew E. Lee [en], 1897-1901;
- Tennessee: John P. Buchanan, 1891-1893;
- Washington: John Rogers, 1897-1901 (fusão de democratas e populistas).

### Membros do Congresso
Aproximadamente quarenta e cinco membros do partido atuaram no Congresso dos EUA entre 1891 e 1902. Entre eles, seis senadores dos Estados Unidos:
- William A. Peffer [en] e William A. Harris [en], do Kansas;
- Marion Butler [en], da Carolina do Norte;
- James H. Kyle [en], de Dakota do Sul;
- Henry Heitfeld [en], de Idaho;
- William V. Allen, de Nebraska;

Os seguintes foram membros populistas da Câmara dos Representantes dos EUA:
- 52º Congresso dos Estados Unidos [en]:
  - Thomas E. Watson, 10º distrito congressional da Geórgia;
  - Benjamin Hutchinson Clover [en], 3º distrito congressional do Kansas;
  - John G. Otis [en], 4º distrito congressional do Kansas [en];
  - John Davis [en], 5º distrito congressional do Kansas [en];
  - William Baker [en], 6º distrito congressional do Kansas [en];
  - Jerry Simpson [en], 7º distrito congressional do Kansas [en];
  - Kittel Halvorson [en], 5º distrito congressional de Minnesota [en];
  - William A. McKeighan [en], 2º distrito congressional de Nebraska [en];
  - Omer Madison Kem [en], 3º distrito congressional de Nebraska [en];

- 53º Congresso dos Estados Unidos [en]:
  - Haldor Boen [en], 7º distrito congressional de Minnesota [en];
  - Marion Cannon [en], 6º distrito congressional da Califórnia [en];
  - Lafayette Pence [en], 1º distrito congressional do Colorado [en];
  - John Calhoun Bell [en], 2º distrito congressional do Colorado [en];
  - Thomas Jefferson Hudson [en], 3º distrito congressional do Kansas;
  - John Davis, 5º distrito congressional do Kansas;
  - William Baker, 6º distrito congressional do Kansas;
  - Jerry Simpson, 7º distrito congressional do Kansas;
  - William A. Harris, membro geral do Kansas;
  - William A. McKeighan, 5º distrito congressional de Nebraska [en];
  - Omer Madison Kem, 6º distrito congressional de Nebraska [en];
  - Alonzo C. Shuford [en], 7º distrito congressional da Carolina do Norte;:

- 54º Congresso dos Estados Unidos [en]:
  - Albert Taylor Goodwyn [en], 5º distrito congressional do Alabama [en];
  - Milford W. Howard [en], 7º distrito congressional do Alabama [en];
  - William Baker, 6º distrito congressional do Kansas;
  - Omer Madison Kem, 6º distrito congressional de Nebraska [en];
  - Harry Skinner [en], 1º distrito congressional da Carolina do Norte [en];
  - William F. Strowd [en], 4º distrito congressional da Carolina do Norte [en];
  - Charles H. Martin [en] (1848-1931), 6º distrito congressional da Carolina do Norte [en];
  - Alonzo C. Shuford, 7º distrito congressional da Carolina do Norte;

- 55º Congresso dos Estados Unidos [en]:
  - Albert Taylor Goodwyn, 5º distrito congressional do Alabama;
  - Charles A. Barlow [en], 6º distrito congressional da Califórnia [en];
  - Curtis H. Castle [en], 7º distrito congressional da Califórnia [en];
  - James Gunn [en], 1º distrito congressional de Idaho [en];
  - Mason Summers Peters [en], 2º distrito congressional do Kansas [en];
  - Edwin Reed Ridgely [en], 3º distrito congressional do Kansas [en];
  - William Davis Vincent [en], 5º distrito congressional do Kansas;
  - Nelson B. McCormick [en], 6º distrito congressional do Kansas;
  - Jerry Simpson, 7º distrito congressional do Kansas;
  - Jeremiah Dunham Botkin [en], membro geral do Kansas;
  - Samuel Maxwell [en], 3º distrito congressional de Nebraska;
  - William Ledyard Stark [en], 4º distrito congressional de Nebraska [en];
  - Roderick Dhu Sutherland [en], 5º distrito congressional de Nebraska;
  - William Laury Greene [en], 6º distrito congressional de Nebraska;
  - Harry Skinner, 1º distrito congressional da Carolina do Norte;
  - John Edgar Fowler [en], 3º distrito congressional da Carolina do Norte [en];
  - William F. Strowd, 4º distrito congressional da Carolina do Norte;
  - Charles H. Martin, 5º distrito congressional da Carolina do Norte [en];
  - Alonzo C. Shuford, 7º distrito congressional da Carolina do Norte;
  - John Edward Kelley [en], 1º distrito congressional de Dakota do Sul [en];
  - Freeman T. Knowles [en], 2º distrito congressional de Dakota do Sul [en];

- 56º Congresso dos Estados Unidos [en]:
  - William Ledyard Stark, 4º distrito congressional de Nebraska;
  - Roderick Dhu Sutherland, 5º distrito congressional de Nebraska;
  - William Laury Greene, 6º distrito congressional de Nebraska;
  - John W. Atwater [en], 4º distrito congressional da Carolina do Norte;

- 57º Congresso dos Estados Unidos [en]:
  - Thomas L. Glenn [en], 1º distrito congressional de Idaho;
  - Caldwell Edwards [en], 1º distrito congressional de Montana [en];
  - William Ledyard Stark, 4º distrito congressional de Nebraska;
  - William Neville [en], 6º distrito congressional de Nebraska.